# Předmět (filozofie)
Ve filosofii se předmětem (objektem) rozumí to, co je předmětem myšlení subjektu, na co je zaměřena jeho pozornost. Objekt je tím, co je od subjektu různé, v užším pojetí se jako předmět označuje jen jsoucno věcné, nepersonální. Problému mezi subjektem a objektem, který se také označuje jako subjekt-objektová figura, se ve filosofii věnovala řada autorů. Tuto dichotomii poprvé popisuje Descartes. Problémem subjektu a objektu se od jeho dob zabývala řada filosofů, zejména Immanuel Kant a fenomenologové (Edmund Husserl; v Česku nyní např. A. Hogenová).
Ve filosofii a filosofických aspektech dalších oborů (psychologie, lingvistika) je vnímání objektu v protikladu ve vnímání subjektu (subjekt-objektový problém a subjekt-objektový model myšlení) jednou z podstatných otázek, kterou se zabýval například Immanuel Kant. Jeho tvrzení, že objektivní poznání není možné, je označováno jako agnosticismus, transcendentální idealismus nebo kritika čistého rozumu. Vztah subjektu a objektu je v centru zájmu navazujícího filosofického směru, fenomenologie.
Filosofické vnímání subjektivity a objektivity v určité kultuře se pak projevuje i v konstrukci jazyka a struktuře vědy a poznávání.